# Симмонс, Тара
Та́ра Э́мили Си́ммонс (англ. Tara Emily Simmons; 22 марта 1984, Брисбен, Австралия — 17 января 2019, там же) — австралийская певица, автор-исполнитель, клавишница и виолончелист.

## Биография и карьера
Тара Эмили Симмонс родилась 22 марта 1984 года в Брисбене (Австралия). Симмонс начала играть на пианино в возрасте трёх лет и на виолончели в возрасте восьми лет, увлекаясь написанием песен. Вскоре последовали уроки вокала, и она училась в школе исполнительских искусств, где преподавала музыкальные технологии и исполнение. Затем она продолжила учиться в университете по производству и написанию песен в Квинслендском технологическом университете.
В 2005 году Симмонс начала записывать свой самофинансируемый дебютный EP «Pendulum» с семью треками, но быстро отложила его, думая, что он недостаточно хорош. В конце концов она послала копию Кэролайн Тран на австралийскую радиостанции Triple J, которой понравился её сингл «Everybody Loves You» и поставила его в эфире несколько раз. Песня также стала финалистом Q Song Awards 2006 и была выбрана в качестве художественной песни для Triple J OzMusic Month. В конце концов она осознала потенциал EP, и он был выпущен в августе 2006 года.
Немедленно вернувшись в студию, на этот раз вместе со своим виолончелистом Брайони Латтрелл, Симмонс начала записывать песни для своего четвёртого трека второго EP «All The Amendments». К тому времени, когда он был выпущен в феврале 2007 года, Симмонс привлекла внимание сообщества и национального радио и выступила в качестве поддержки «My Latest Novel» и «Home Video».
Радио Triple J вновь сыграло важную роль в продвижении «All The Amendments», сыграв сингл EP «The Recycling Bin Song».
В октябре 2007 года Тара ремастировала 11 треков с двух своих предыдущих EP и перепаковала их на один диск под названием «EPilation», термин, который сама Тара создала, означая «Компиляция EP».
Также в октябре 2007 года Тара начала работу над песнями для своего дебютного альбома с сопродюсером Брайони Латтрелл. Записываясь в квартире, которую они делили на двоих, Тара и Брайони начали работу над треком под названием «You and I», который обычно называют «той песней с тремя виолончелями», когда они исполняют её вживую.
В августе 2008 года новая песня с недавних сессий Тары под названием «Shake» была номинирована на премию Q Song в категории Pop. В День святого Валентина 2009 года Тара снова продала Центр Джудти Райт для выпуска своего дебютного альбома «Spilled Milk». Она исполнила альбом целиком, плюс «Pendulum» из её первого EP и кавер на песню «They Might Be Giants» Dr. Worm.
В ноябре 2009 года Тара выпустила новый EP под названием «All You Can». Это было производственное сотрудничество между ней и продюсером Янто Браунингом, которое породило два сингла на радио «All You Can» и «I Cannot Be Saved». В мае 2010 года Тара отправилась в свой первый тур по Вьетнаму, где она сыграла шоу для тысяч солдат.
Большая часть 2011 года была потрачена на студийную запись с продюсером Янто Браунингом (The Medics, The Jungle Giants, Кейт Миллер-Хайдке, Art of Sleeping) над некоторыми материалами, изначально предназначавшимися для совместной работы над сайд-проектом. В августе на YouTube появилась новая песня, предположительно с этих сессий, под названием «Honey», хотя не указано, будет ли это из предстоящего релиза. Первый официальный сингл «Be Gone» был сыгран на национальной молодёжной телекомпании «Triple G» в Австралии 11 августа 2011 года на шоу Зан Роу, и вскоре он был доступен на iTunes при поддержке «Honey». Второй сингл «Where Do You Go» дебютировал трижды в апреле на «Home & Hposed», а также был добавлен в ротацию спотов. Название её второго альбома «It's Not Like We're Trying To Move Mountains» недавно было объявлено во время её слота поддержки для Бруклинской школы семи колоколов в Брисбене. Он был выпущен в Австралии 28 сентября через Инерцию. Альбом содержал два предыдущих сингла «Be Gone» и «Where Do You Go», а третий был отменён после выпуска альбома под названием «Weekend of Hearts», песня, написанная в соавторстве с Дином МакГрэтом из «Hungry Kids of Hungary». Она отправилась в совместный тур с Плутоном Йонце под названием «From The Mountains to the Sea».
Кроме того, большую часть 2012 года она гастролировала в качестве вокалистки в продюсерском дуэте «YesYou» из Брисбена, чей дебютный сингл «The Half Of It» имел некоторый радикальный успех. До сих пор она участвовала только в одной фактической записи группы — кавере на песню Питера Бьорна и Джона «Young Folks», выпущенной в сборнике «Ministry of Sound Uncovered Vol 4».
Её песня «Be Gone» прозвучала в шестом эпизоде шестого сезона «Сплетницы» под названием «Where The Vile Things Are».
Симмонс умерла 17 января 2019 года в возрасте 34 лет после продолжительной борьбы с раком молочной железы.